# Oberhofen am Thunersee
Oberhofen am Thunersee es una comuna suiza del cantón de Berna, situada en el distrito administrativo de Thun. Limita al norte con la comuna de Heiligenschwendi, al este con Sigriswil, al sur con Spiez, y al oeste con Hilterfingen.
Sede de la Federación Internacional de Esquí. Hasta el 31 de diciembre de 2009 situada en el distrito de Thun.

## Monumentos

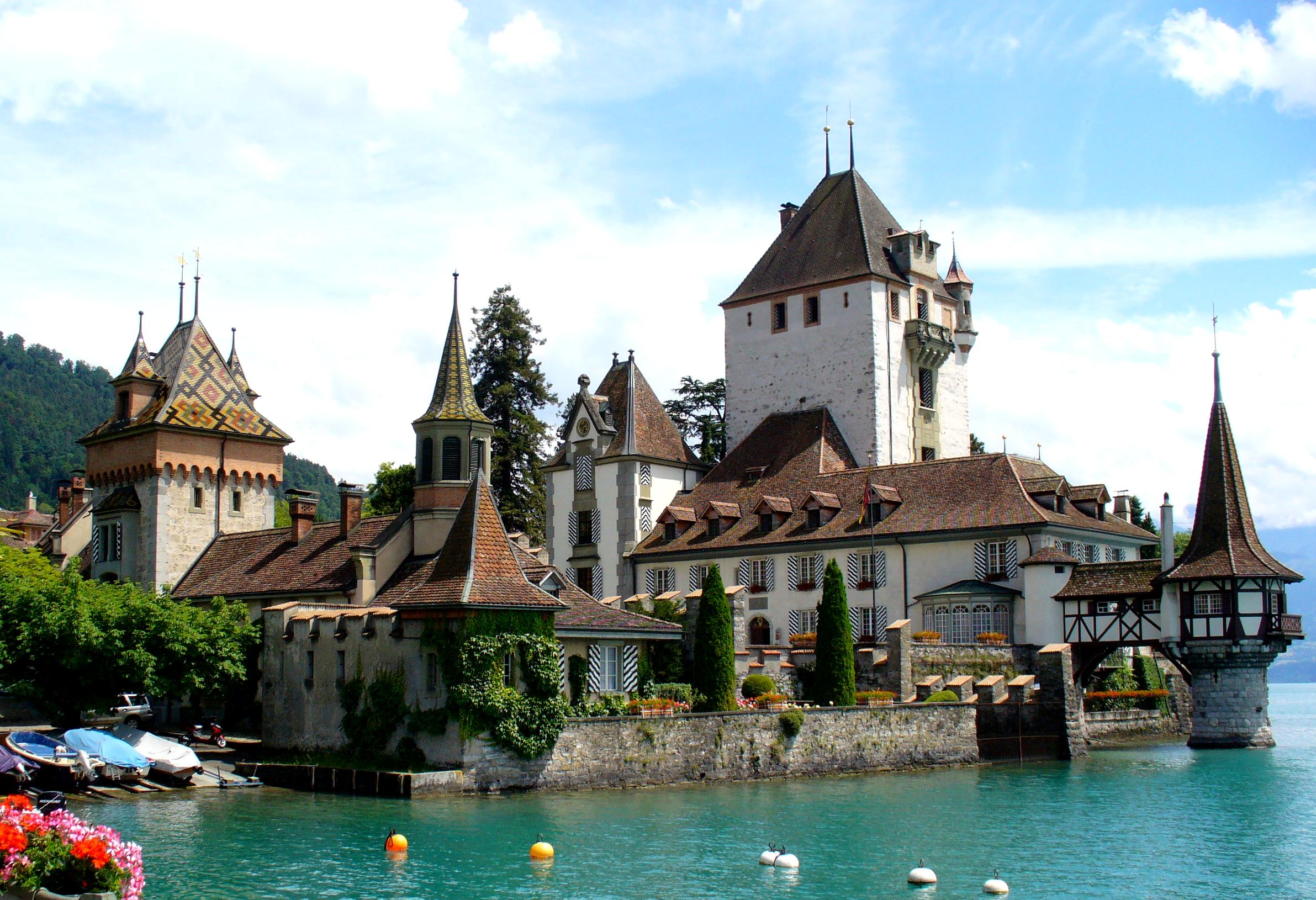
Castillo de Oberhofen.

En Oberhofen está uno de los castillos medievales más famoso y visitado de Suiza debido a su belleza. La edificación de su magnífica torre principal data del siglo XIII.